# Basketball-Europameisterschaft 2013/Qualifikation
Diese Seite beschreibt die Qualifikation zur Basketball-Europameisterschaft 2013 der Männer.

## Modus
Insgesamt nahmen 24 Mannschaften an der EuroBasket 2013 teil, die sich auf unterschiedliche Weise für das Turnier qualifizierten.
Slowenien war als Gastgeber automatisch zur Teilnahme berechtigt; ferner qualifizierten sich die drei europäischen Teilnehmer der Olympischen Spiele 2012 sowie die vier europäischen Teilnehmer am vorolympischen Qualifikationsturnier direkt für die EuroBasket 2013. Die weiteren 16 Teilnehmer wurden durch Qualifikationsspiele im Sommer 2012 ermittelt.

Übersicht der Teilnehmerländer

Gastgeber
- Slowenien

Teilnehmer der Olympischen Spiele 2012 bzw. des vorolympischen Qualifikationsturniers
| - Spanien - Frankreich | - Großbritannien - Russland | - Nordmazedonien - Litauen | - Griechenland |

## Qualifikation

### Auslosung
Vom 15. August bis zum 11. September 2012 wurden die weiteren 16 Teilnehmer bestimmt. Die Auslosung ergab folgende Gruppeneinteilung:
| Gruppe A                | Gruppe B      | Gruppe C   |
| ----------------------- | ------------- | ---------- |
| Serbien                 | Deutschland   | Kroatien   |
| Israel                  | Bulgarien     | Ukraine    |
| Estland                 | Aserbaidschan | Österreich |
| Slowakei                | Luxemburg     | Zypern     |
| Montenegro              | Schweden      | Ungarn     |
| Island                  |               |            |
| Gruppe D                | Gruppe E      | Gruppe F   |
| Georgien                | Finnland      | Türkei     |
| Bosnien und Herzegowina | Polen         | Italien    |
| Niederlande             | Schweiz       | Tschechien |
| Rumänien                | Albanien      | Belarus    |
| Lettland                | Belgien       | Portugal   |

Aus jeder Gruppe qualifizierten sich die zwei besten Mannschaften. Dazu kamen die vier besten Drittplatzierten.

### Ergebnisse

#### Gruppe A
| Team          | Sp | S  | N | P+  | P-  |
| ------------- | -- | -- | - | --- | --- |
| 1. Montenegro | 10 | 10 | 0 | 814 | 697 |
| 2. Israel     | 10 | 6  | 4 | 861 | 751 |
| 3. Serbien    | 10 | 6  | 4 | 846 | 721 |
| 4. Estland    | 10 | 6  | 4 | 768 | 761 |
| 5. Island     | 10 | 1  | 9 | 743 | 920 |
| 6. Slowakei   | 10 | 1  | 9 | 704 | 886 |

|            | Montenegro | Israel | Serbien | Estland | Island | Slowakei |
| ---------- | ---------- | ------ | ------- | ------- | ------ | -------- |
| Montenegro | *          | 75:69  | 72:62   | 76:67   | 85:67  | 80:48    |
| Israel     | 76:81      | *      | 89:76   | 86:88   | 92:75  | 106:73   |
| Serbien    | 71:73      | 83:67  | *       | 88:63   | 114:58 | 87:62    |
| Estland    | 64:77      | 53:84  | 88:81   | *       | 80:58  | 95:74    |
| Island     | 92:101     | 83:110 | 78:91   | 67:86   | *      | 84:86    |
| Slowakei   | 81:94      | 64:82  | 71:93   | 70:84   | 75:81  | *        |

#### Gruppe B
| Team             | Sp | S | N | P+  | P-  |
| ---------------- | -- | - | - | --- | --- |
| 1. Deutschland   | 8  | 8 | 0 | 695 | 547 |
| 2. Schweden      | 8  | 4 | 4 | 678 | 624 |
| 3. Bulgarien     | 8  | 4 | 4 | 669 | 647 |
| 4. Aserbaidschan | 8  | 4 | 4 | 658 | 660 |
| 5. Luxemburg     | 8  | 0 | 8 | 580 | 802 |

|               | Deutschland | Schweden | Bulgarien | Aserbaidschan | Luxemburg |
| ------------- | ----------- | -------- | --------- | ------------- | --------- |
| Deutschland   | *           | 81:66    | 79:69     | 81:68         | 101:53    |
| Schweden      | 86:91       | *        | 85:71     | 96:79         | 111:74    |
| Bulgarien     | 70:82       | 78:73    | *         | 94:77         | 120:95    |
| Aserbaidschan | 68:85       | 82:76    | 88:73     | *             | 95:77     |
| Luxemburg     | 67:95       | 68:85    | 68:94     | 78:101        | *         |

#### Gruppe C
| Team          | Sp | S | N | P+  | P-  |
| ------------- | -- | - | - | --- | --- |
| 1. Kroatien   | 8  | 8 | 0 | 685 | 539 |
| 2. Ukraine    | 8  | 6 | 2 | 580 | 523 |
| 3. Österreich | 8  | 3 | 5 | 601 | 589 |
| 4. Ungarn     | 8  | 3 | 5 | 593 | 619 |
| 5. Zypern     | 8  | 0 | 8 | 445 | 634 |

|            | Kroatien | Ukraine | Österreich | Ungarn | Zypern |
| ---------- | -------- | ------- | ---------- | ------ | ------ |
| Kroatien   | *        | 84:80   | 78:74      | 89:65  | 93:38  |
| Ukraine    | 79:80    | *       | 68:57      | 77:71  | 69:51  |
| Österreich | 75:82    | 57:61   | *          | 97:81  | 77:52  |
| Ungarn     | 79:81    | 76:78   | 81:75      | *      | 77:64  |
| Zypern     | 49:98    | 47:68   | 86:89      | 58:63  | *      |

#### Gruppe D
| Team                       | Sp | S | N | P+  | P-  |
| -------------------------- | -- | - | - | --- | --- |
| 1. Bosnien und Herzegowina | 8  | 6 | 2 | 736 | 672 |
| 2. Georgien                | 8  | 6 | 2 | 707 | 666 |
| 3. Lettland                | 8  | 5 | 3 | 655 | 584 |
| 4. Niederlande             | 8  | 2 | 6 | 667 | 726 |
| 5. Rumänien                | 8  | 1 | 7 | 569 | 686 |

|                     | Bosnien-Herzegowina | Georgien | Lettland | Niederlande | Rumänien |
| ------------------- | ------------------- | -------- | -------- | ----------- | -------- |
| Bosnien-Herzegowina | *                   | 95:96    | 87:84    | 99:83       | 93:58    |
| Georgien            | 103:107             | *        | 79:76    | 97:89       | 80:64    |
| Lettland            | 80:64               | 70:73    | *        | 85:70       | 89:53    |
| Niederlande         | 89:107              | 91:88    | 81:86    | *           | 80:74    |
| Rumänien            | 79:84               | 74:91    | 77:85    | 90:84       | *        |

#### Gruppe E
| Team        | Sp | S | N | P+  | P-  |
| ----------- | -- | - | - | --- | --- |
| 1. Polen    | 8  | 6 | 2 | 704 | 568 |
| 2. Finnland | 8  | 6 | 2 | 717 | 572 |
| 3. Belgien  | 8  | 5 | 3 | 618 | 545 |
| 4. Schweiz  | 8  | 3 | 5 | 570 | 670 |
| 5. Albanien | 8  | 0 | 8 | 495 | 749 |

|          | Polen  | Finnland | Belgien | Schweiz | Albanien |
| -------- | ------ | -------- | ------- | ------- | -------- |
| Polen    | *      | 79:81    | 57:64   | 111:67  | 89:59    |
| Finnland | 91:96  | *        | 97:60   | 84:77   | 112:77   |
| Belgien  | 73:89  | 71:68    | *       | 98:49   | 97:59    |
| Schweiz  | 66:80  | 60:89    | 82:73   | *       | 93:84    |
| Albanien | 67:105 | 52:95    | 46:82   | 51:76   | *        |

#### Gruppe F
| Team          | Sp | S | N | P+  | P-  |
| ------------- | -- | - | - | --- | --- |
| 1. Italien    | 8  | 8 | 0 | 638 | 496 |
| 2. Türkei     | 8  | 5 | 3 | 617 | 568 |
| 3. Tschechien | 8  | 5 | 3 | 565 | 551 |
| 4. Belarus    | 8  | 2 | 6 | 553 | 626 |
| 5. Portugal   | 8  | 0 | 8 | 523 | 655 |

|            | Italien | Türkei | Tschechien | Belarus | Portugal |
| ---------- | ------- | ------ | ---------- | ------- | -------- |
| Italien    | *       | 78:69  | 68:56      | 83:58   | 97:45    |
| Türkei     | 82:83   | *      | 81:58      | 77:74   | 74:62    |
| Tschechien | 53:63   | 82:64  | *          | 79:72   | 90:71    |
| Belarus    | 63:84   | 62:91  | 65:73      | *       | 77:64    |
| Portugal   | 70:82   | 69:79  | 67:74      | 75:82   | *        |